# Challuma
Challuma is een plaats in het departement Oruro, Bolivia. Het is naar aantal inwoners de tweede grootste plaats van de gemeente Salinas de Garcí Mendoza, gelegen in de Ladislao Cabrera provincie.
In de gemeente Salinas de Garcí Mendoza spreekt 85,3 procent van de bevolking het Aymara.

## Bevolking
| Jaar | Populatie |
| ---- | --------- |
| 1992 | -         |
| 2001 | 101       |
| 2012 | 289       |